# Округ Дувал (Флорида)
Округ Дувал (енгл. Duval County) је округ у америчкој савезној држави Флорида. По попису из 2010. године број становника је 864.263.

## Демографија
Према попису становништва из 2010. у округу је живело 864.263 становника, што је 85.384 (11,0%) становника више него 2000. године.
| Група             | 2000.           | 2010.           |
| Белци             | 494.747 (63,5%) | 488.826 (56,6%) |
| Афроамериканци    | 216.780 (27,8%) | 255.018 (29,5%) |
| Азијати           | 21.137 (2,7%)   | 35.901 (4,2%)   |
| Хиспаноамериканци | 31.946 (4,1%)   | 65.398 (7,6%)   |
| Укупно            | 778.879         | 864.263         |